# Craig Wasson
Craig Wasson (* 15. März 1954 in Eugene, Oregon) ist ein US-amerikanischer Schauspieler.

## Leben und Leistungen
Wasson debütierte als Schauspieler im Jahr 1972 in New York City, im Jahr 1975 zog er nach Los Angeles. Im Jahr 1977 spielte er in der Fernsehserie Phyllis. Im Kriegsdrama Die letzte Schlacht spielte er neben Burt Lancaster, im Drama Jahrmarkt neben Gary Busey und Jodie Foster. Im Film Vier Freunde übernahm er die Hauptrolle, für die er als Neuer Star des Jahres für den Golden Globe nominiert wurde. Im Thriller Der Tod kommt zweimal von Brian De Palma spielte er die Hauptrolle, eine der Nebenrollen übernahm Melanie Griffith. Weitere Hauptrollen folgten unter anderen in der Komödie Was für ein wundervolles Leben... ? und im historischen Film A More Perfect Union: America Becomes a Nation.
In den 1990er Jahren spielte Wasson zahlreiche Rollen in den Fernsehserien wie Walker, Texas Ranger, Star Trek: Deep Space Nine, The Practice und Seven Days – Das Tor zur Zeit.

## Filmografie (Auswahl)
- 1975: The Silence
- 1977: Achterbahn (Rollercoaster)
- 1978: Die letzte Schlacht (Go Tell the Spartans)
- 1978: Die Boys von Kompanie C. (The Boys in Company C)
- 1979: Verrat in Belfast (The Outsider)
- 1979: Hart aber herzlich (Hart to Hart, Fernsehserie, Folge 1x01 Tödliche Verwandtschaft)
- 1980: Schizoid
- 1980: Jahrmarkt (Carny)
- 1981: Die Geschichte des James Thornwell (Thornwell)
- 1981: Vier Freunde (Four Friends)
- 1981: Zurück bleibt die Angst (Ghost Story)
- 1983: Ehe mit Hintergedanken (Second Thoughts)
- 1984: Der Tod kommt zweimal (Body Double)
- 1986: The Men’s Club
- 1987: Nightmare 3: Freddy Krueger lebt (A Nightmare on Elm Street 3: Dream Warriors)
- 1988: Was für ein wundervolles Leben... ? (Bum Rap)
- 1989: A More Perfect Union: America Becomes a Nation
- 1990: Angst um Mitternacht (Midnight Fear)
- 1992: Malcolm X
- 1994: Gefangen im All (Trapped in Space)
- 1994: Mord ist ihr Hobby (Murder, She Wrote) (Fernsehserie, 1 Folge)
- 1996: Die Glut der Gewalt (Harvest of Fire)
- 1999: The Pornographer
- 2000: Escape Under Pressure (Under Pressure)
- 2001: New Alcatraz
- 2004: Ghost Rock